# Réimon
Reimon es una película dramática argentina de 2014 escrita y dirigida por Rodrigo Moreno. La película fue seleccionada para competir en el Festival Internacional de Cine de Róterdam.

## Reparto
- Marcela Dias
- Esteban Bigliardi
- Cecilia Rainero
- Bruno Dubner
- Juvelina Dias